# Pinyon-juniper woodland

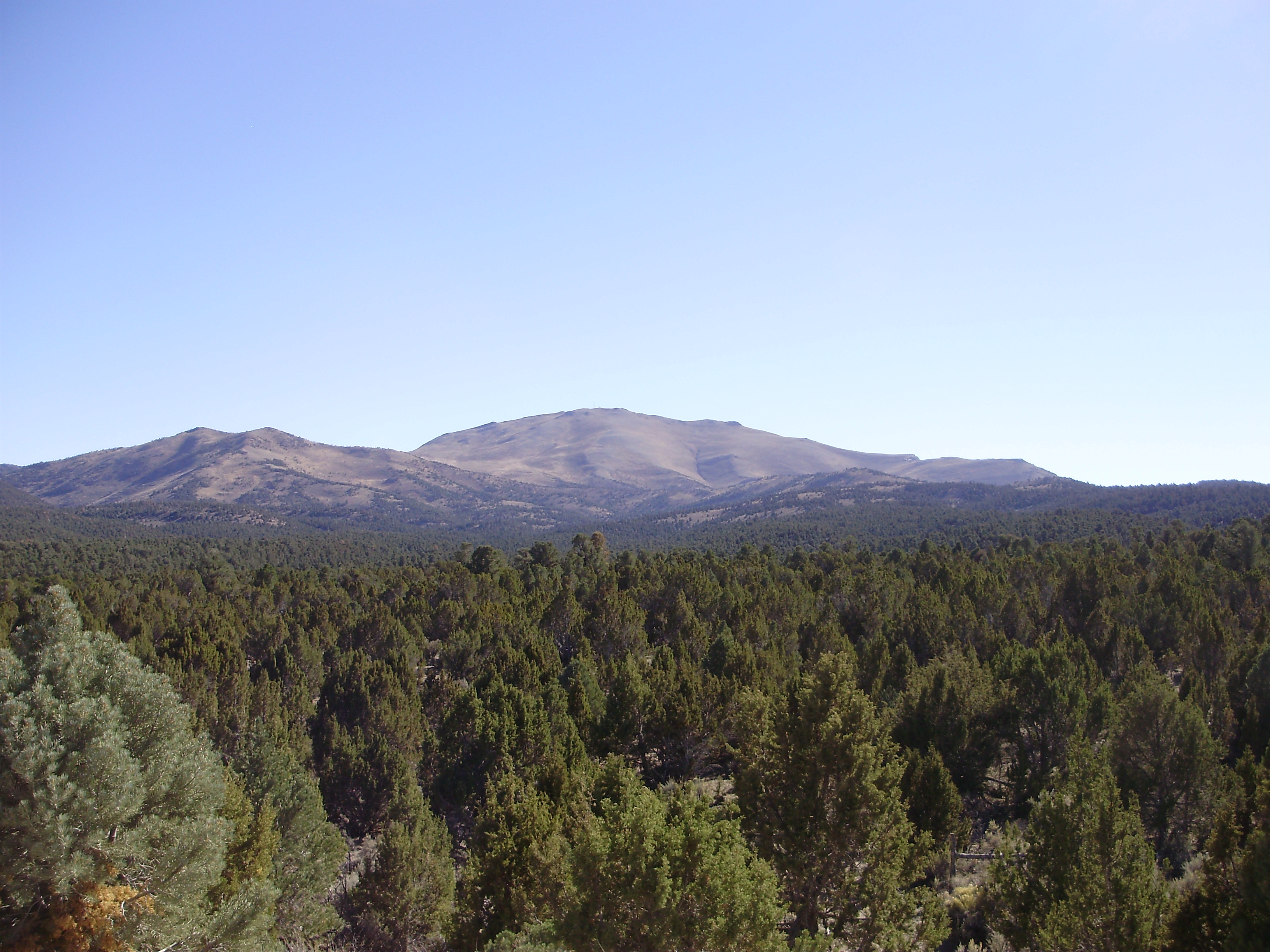
Pinus monophylla-Juniperus osteosperma a Nevada

Pinyon-juniper woodland, o Piñon-juniper woodland, (Arbredes de pi pinyer-ginebre) és un tipus de vegetació (bioma) de l'Oest dels Estats Units en els deserts de major altitud. Està caracteritzat pel bosc obert dominat per ginebres (Juniperus osteosperma, Juniperus californica, Juniperus grandis), pins pinyers (Pinus monophylla, Pinus edulis), i els seus associats que varien segons les regions. La capçada de les arbredes pot variar entre 10 i 15 metres. Pot consistir en zones pures de pi o zones pures de ginebre.

## Distribució

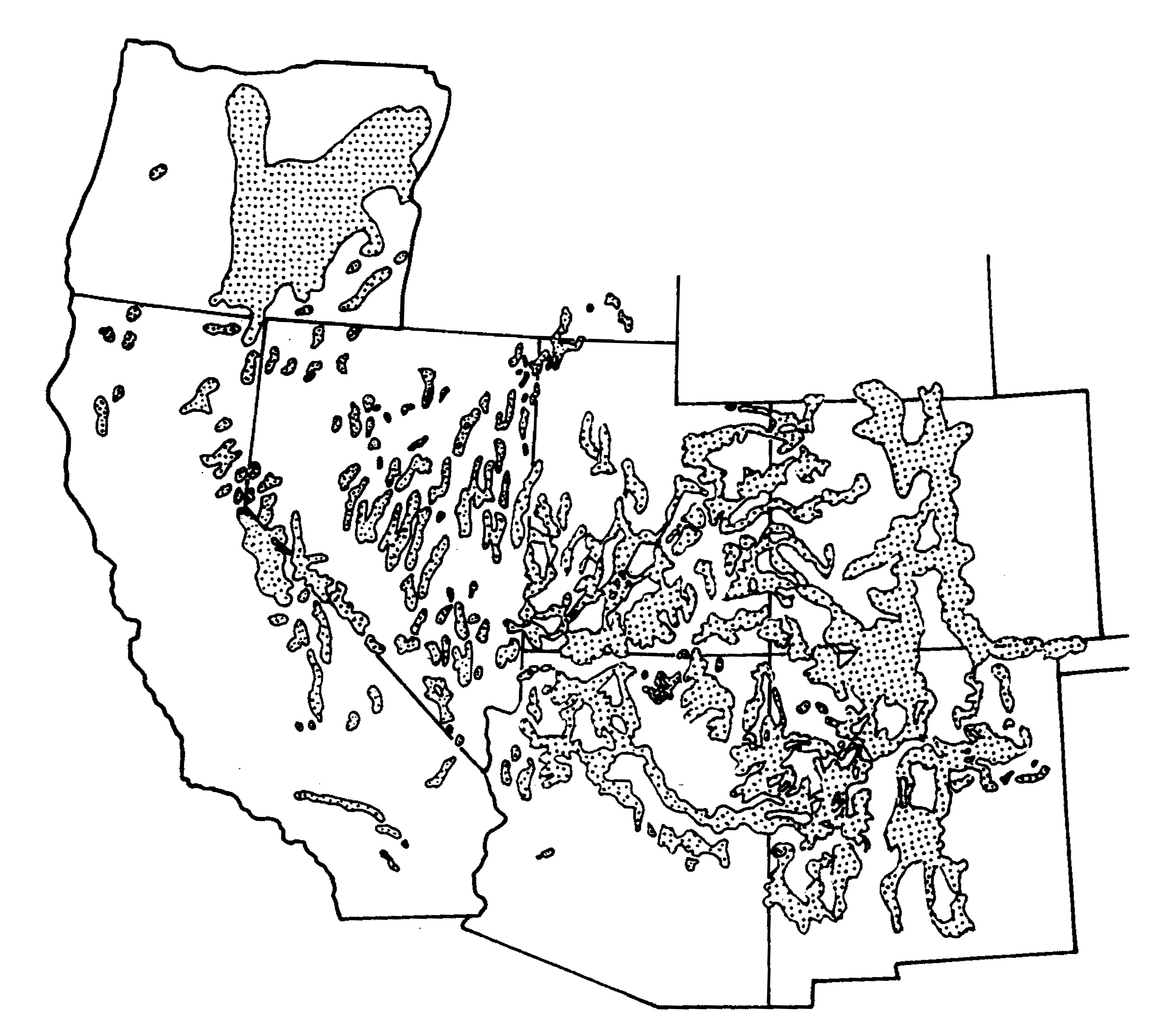
Distribució de Pinyon-Juniper Woodlands a l'oest dels Estats Units